# Nghĩa Châu
Nghĩa Châu là xã thuộc huyện Nghĩa Hưng, tỉnh Nam Định, Việt Nam.

## Địa giới hành chính
Xã Nghĩa Châu nằm ở phía bắc của huyện Nghĩa Hưng, thuộc tả ngạn sông Đáy.
- Phía bắc giáp các xã Nghĩa Minh và Nghĩa Thịnh, huyện Nghĩa Hưng.
- Phía đông giáp xã Nghĩa Thái, huyện Nghĩa Hưng.
- Phía nam giáp xã Nghĩa Trung, huyện Nghĩa Hưng, tỉnh Nam Định và các xã Khánh Trung, Khánh Cường, huyện Yên Khánh, tỉnh Ninh Bình (ranh giới tự nhiên là sông Đáy).
- Phía tây giáp xã Hoàng Nam, huyện Nghĩa Hưng, tỉnh Nam Định.

## Hành chính
Năm 1964, các thôn Chương Nghĩa và Tràng Khê thuộc xã Nghĩa Minh được sáp nhập về xã Nghĩa Châu.
Năm 1977, thôn Thắng Hạ của xã Hoàng Nam được sáp nhập về xã Nghĩa Châu.
Hiện nay xã Nghĩa Châu có 10 thôn
```
Đến nay thì Xã Nghĩa Châu có 19 thôn.(khu vực chợ đào Khê tách ra thành 1 thôn)
```

## Giao thông
- Xã Nghĩa Châu có tỉnh lộ 493 chạy qua.
- có lộ 56 chạy qua

## Kinh tế
Người dân trong xã chủ yếu là làm ruộng. Các nghề khác chủ yếu là khâu nón; có chợ Đào Khê là trung tâm giao lưu và buôn bán của người dân trong xã và các địa phương lân cận.